# Myginda latifolia
Myginda latifolia là một loài thực vật có hoa trong họ Dây gối. Loài này được Sw. mô tả khoa học đầu tiên năm 1788.